# MOBP
MOBP (англ. Myelin-associated oligodendrocyte basic protein) – білок, який кодується однойменним геном, розташованим у людей на 3-й хромосомі. Довжина поліпептидного ланцюга білка становить 183 амінокислот, а молекулярна маса — 20 959.
| 10         |  | 20         |  | 30         |  | 40         |  | 50         |
| ---------- |  | ---------- |  | ---------- |  | ---------- |  | ---------- |
| MSQKPAKEGP |  | RLSKNQKYSE |  | HFSIHCCPPF |  | TFLNSKKEIV |  | DRKYSICKSG |
| CFYQKKEEDW |  | ICCACQKTRT |  | SRRAKSPQRP |  | KQQPAAPPAV |  | VRAPAKPRSP |
| PRSERQPRSP |  | PRSERQPRSP |  | PRSERQPRSP |  | PRSERQPRPR |  | PEVRPPPAKQ |
| RPPQKSKQQP |  | RSSPLRGPGA |  | SRGGSPVKAS |  | RFW        |  |            |

A: Аланін

C: Цистеїн

D: Аспарагінова кислота

E: Глутамінова кислота

F: Фенілаланін

G: Гліцин

H: Гістидин

I: Ізолейцин

K: Лізин

L: Лейцин

M: Метіонін

N: Аспарагін

P: Пролін

Q: Глутамін

R: Аргінін

S: Серин

T: Треонін

V: Валін

W: Триптофан

Кодований геном білок за функцією належить до фосфопротеїнів. 
Задіяний у такому біологічному процесі, як альтернативний сплайсинг. 
Локалізований у цитоплазмі.